# Contea di Catoosa
La contea di Catoosa (in inglese Catoosa County ) è una contea dello Stato della Georgia, negli Stati Uniti. La sua fondazione risale al 3 dicembre 1853 ed il capoluogo di contea è Ringgold.

## Geografia fisica
La contea ha un'area totale di 421 km², dei quali 420 km² sono formati da terra e 1 km² (corrispondente allo 0,27% dell'area totale) è formato da acqua.
Le città principali, oltre alla capitale Ringgold, sono Fort Oglethorpe, Indian Springs e Lakeview.

## Strade principali
Le strade principali sono l'Interstate 75, le Autostrade USA 27 e 41 e le Georgia State Route (Strade statali della Georgia) 2 e 3.

## Società

### Evoluzione demografica
La popolazione al censimento del 2000 era di 53 282 abitanti. La densità di popolazione è di 127 ab/km². La composizione etnica comprende per il 96,3% bianchi, per l'1,26% neri o afroamericani, per lo 0,31% nativi americani, per lo 0,020% provenienti dalle isole del Pacifico, per lo 0,71% asiatici, per lo 0,39% persone di altre razze, per lo 0,93% persone di due o più razze e per l'1,17% ispanici e latini.